# Сулейменов, Диас Тулеутаевич
Диас Тулеутаевич Сулейменов (27 июля 1972 года, Темиртау, Карагандинская область, Казахская ССР) — казахстанский бизнесмен, Генеральный директор ТОО «Қамқор Менеджмент», Президент Национальной лыжной ассоциации Республики Казахстан, Вице-президент Национального Паралимпийского Комитета, член попечительского совета Казахского Географического общества, член Исполнительного комитета Национального Олимпийского Комитета Республики Казахстан.

## Биография
Родился 27 июля 1972 года в городе Темиртау Карагандинской области Казахской ССР. Казах. Он в 1995 году окончил Казахский государственный национальный университет имени Аль-Фараби по специальности «международные отношения». В 1996 году Диас Сулейменов окончил Университет Джорджтаун (США) по специальности «международные экономические отношения».
Трудовую деятельность начал в 1996 году в Национальном банке Республики Казахстан на позиции главного экономиста, где проработал до конца 1997 года.
В 2000 году окончил КазНТУ имени К.Сатпаева по специальности «разработка и эксплуатация нефтяных и газовых месторождений», получив квалификацию горного инженера-нефтяника. На протяжении 12 лет с 1997 по 2009 годы работал на руководящих должностях в ЗАО "НК «КазМунайГаз» и ее дочерних организациях, в разное время занимаясь вопросами маркетинга, транспортной логистики, импорта и экспорта нефти, газа и продуктов их переработки. С 2009 по 2010 год — Генеральный директор ТОО «Petrloeum Operating».
C января по ноябрь 2010 года — Первый заместитель Генерального директора, с ноября 2010 года — Генеральный директор ТОО «Қамқор Менеджмент».

## Руководство Группой компаний «Қамқор Менеджмент»
Диас Сулейменов возглавил группу компаний «Қамқор Менеджмент» в 2010 году.
На сегодняшний день группой компаний «Қамқор Менеджмент» реализован ряд важных социально-экономических проектов железнодорожного и автодорожного строительства на территории Республики Казахстан и за рубежом. В их числе:
- «Узень — государственная граница с Туркменистаном» (2010—2011)[5]
- «Шалкар — Бейнеу» (2012—2016)[6][7]
- «Боржакты — Ерсай» (2014—2015)
- вторые пути на участке «Алматы — Шу» (2015—2017)
- реконструкция автомобильной дороги республиканского значения «Бейнеу — Акжигит — граница Республики Узбекистан» (на Нукус) в рамках стратегической государственной программы «Нұрлы жол – Путь в будущее» (2017—2019)[8]
- электрификация железнодорожной линии «Пап – Наманган – Андижан» в рамках стратегической государственной программы «Нұрлы жол – Путь в будущее» и Центральноазиатского регионального экономического сотрудничества (ЦАРЭС) (Республика Узбекистан, 2019—2021)[9]

Под руководством Диаса Сулейменова группой компаний «Қамқор Менеджмент» проводятся работы по реализации проектов республиканского и международного значения:
- Проектирование и реконструкция объектов железнодорожной инфраструктуры на линии «Бендеры – Бессарабка – Етулия – Джурджулешты» (Республика Молдова, 2022-2025)
- Электрификация железнодорожного участка «Пап – Наманган (Коканд) – Андижан» (Республика Узбекистан, 2022-2025)
- Капитальный ремонт участка автомобильной дороги «Казталовка-Жанибек-граница      Российской Федерации»
- Строительство вторых путей железнодорожного участка «Достык-Мойынты» (2023-2024)

В целях повышения надежности подвижного состава обеспечен инновационный переход с ремонта на сервисное обслуживание локомотивов, грузовых вагонов и электропоездов, организованы современные участки текущего отцепочного ремонта, обеспечено освоение капитального ремонта с продлением срока службы железнодорожных цистерн для перевозки нефтепродуктов и опасных грузов, модернизация электровозов, организация производства по сборке комбайнов марки «Енисей-Қамқор», освоение ремонта специального самоходного подвижного состава и техническое обслуживание путевых машин производства компании Plasser & Theurer и многие другие проекты по обеспечению максимального уровня готовности транспорта и инфраструктуры к перевозкам.
Выстроены партнёрские отношения по обслуживанию и ремонту железнодорожной техники с крупными транснациональными компаниями-недропользователями, такими как группа ERG, KAZ Minerals, ArcelorMittal, KazAtomProm, Alstom и General Electric.

#### Программа «ҚАМҚОР GREEN»
По инициативе Сулейменова Д. Т., во исполнение Концепции по переходу Республики Казахстан к «зеленой экономике», в 2019 году запущена масштабная экологическая программа «ҚАМҚОР GREEN» — комплекс технических и мотивационных мер по формированию экологической политики и сбережению энергоресурсов Компании.
В рамках реализации программы проводятся мероприятия по повышению энергоэффективности предприятий Компании, снижению выбросов в атмосферу, компенсации углеродного следа и вовлечению сотрудников в повышение культуры бережного отношения к природе.
Во главе с Диасом Сулейменовым работниками ТОО «Қамқор Менеджмент» ежегодно проводится акция «Kamkor Park», в ходе которой проходит посадка саженцев в моногородах и регионах РК. С начала действия программы высажено 5259 хвойных и лиственных саженцев, что позволило компенсировать 5, 886 тонн углеродного следа Компании и улучшить социально экологические показатели в регионах.
Продолжая реализацию долгосрочной экологической программы, в 2021 году Компания «Қамқор Менеджмент» представила проект «Применение композитных и полимерных технологий в железнодорожной отрасли», в рамках которого планируется организация полного цикла производства «от сбора отходов до готового продукта» Композитно-полимерной шпалы (КПШ).
С 2022 года программа «ҚАМҚОР GREEN» произвела охват всех 17 целей устойчивого развития ООН и вошла в масштабную Стратегию устойчивого развития «ESG» (Экологическое, социальное и корпоративное управление).

## Общественная деятельность
2009—2019 годы — Президент ОО «Столичная федерация бокса»
С 2015 года — Член Координационного Совета ОЮЛ «Союз машиностроителей Казахстана»
2016—2019 годы — Генеральный секретарь Национального Паралимпийского Комитета Казахстана. С 2019 года — Вице-президент Национального Паралимпийского Комитета Республики Казахстан.
С 2019 года — Член попечительского совета Казахского Географического общества.
18 февраля 2020 года возглавил Национальную лыжную ассоциацию Республики Казахстан.
С 26 февраля 2020 года — член Исполнительного комитета Национального Олимпийского Комитета Республики Казахстан

## Награды
- 2024 Юбилейная медаль «Қазақстан темір жолына 120 жыл» (в честь 120-летия образования железной дороги Казахстана)
- 2023 Почетный знак Национального Олимпийского Комитета РК «Заслуженный деятель Олимпийского движения Республики Казахстан» II степени
- 2022	Медаль «Қазақстан кәсіподақтар қозғалысына сіңірген еңбегі үшін» ("За заслуги перед профсоюзным движением Казахстана")[24]
- 2021	Медаль «Қазақстан Тәуелсіздігіне 30 жыл» («30 лет независимости Республики Казахстан») [25][26]
- 2019	Почетный знак «Қазақстан боксын дамытудағы еңбегі үшін»(«За заслуги в развитии Казахстанского бокса»)
- 2018	Юбилейная медаль «Астана 20 лет»
- 2016	Орден «Парасат»
- 2014	Юбилейная медаль «Қазақстан темір жолына 110 жыл»
- 2013	Почетная грамота Федерации профсоюзов РК
- 2011	Знак «Почетный железнодорожник»
- 2011	Орден «Құрмет»
- 2011	Благодарственное письмо Фонда Первого Президента РК
- 2011	Юбилейная медаль «KazTransOil»
- 2006	Юбилейная медаль «Қазақстанның қубыр көлігіне 70 жыл»
- 2005	Медаль «Защитник Отечества»
- 2001	«Қазақстан Республикасының тәуелсіздігіне 10 жыл» мерекелік медаль
- 2001	Орден МЭМР «Магистральдық тұрба құбырының құрметті қызметкері»

## Семья
Отец Сулейменов Тулеутай Скакович (1941) — государственный деятель Республики Казахстан, первый министр иностранных дел республики после обретения независимости, дипломат, Чрезвычайный и полномочный посол Республики Казахстан в ряде стран.
Мать Сулейменова Светлана Хамитовна (1941—2001)
Сестра Сулейменова Айдан Тулеутаевна (1968) — президент Благотворительного фонда «Аяла»
Супруга Сулейменова Алина Александровна (1976) — основатель Дома интерьеров «Dialin»
Дети:
Сулейменов Нурсултан Диасович (1998), Сулейменов Тимур Диасович (2001), Сулейменова София Диасовна (2006)